# Constance Titus
Constance Sutton Titus (* 14. August 1873 in Pass Christian, Mississippi; † 24. August 1967 in Bronxville, New York) war ein amerikanischer Ruderer.
Constance Titus ruderte für den New Yorker Atalanta Boat Club. Er gewann drei US-Titel im Einer und einen im Doppelzweier. 
Bei den Olympischen Spielen 1904 in St. Louis starteten im Einer vier Ruderer aus den Vereinigten Staaten; der Sieger der Henley Royal Regatta Louis Scholes aus Kanada hatte zwar gemeldet, trat aber nicht an. Auf der 1,5 Meilen langen Strecke gewann Frank Greer in 10:08,5 Minuten mit zwei Bootslängen Vorsprung auf James Juvenal, eine halbe Bootslänge dahinter erreichte Constance Titus als Dritter das Ziel.
Nach seiner Karriere war Titus einige Jahre Rudertrainer in Princeton, kehrte dann aber nach New York zurück und war für viele Jahre als Versicherungsmakler tätig.